# Veronika Vernadskaja
Veronika Vladimirovna Vernadskaja (in russo Вероника Владимировна Вернадская?; Mosca, 7 maggio 1995) è un'attrice russa.

## Biografia

### Carriera
Nata a Mosca il 7 maggio del 1995, da piccola frequenta il Teatro dei Giovani moscoviti e il Teatro d'arte di Mosca dove impara oltre alla lingua madre, anche l'inglese e il francese. Inizia la sua carriera nel mondo del cinema già in giovane età, prendendo parte nel corso degli anni a svariate serie tv russe. Nel 2007 fa la sua prima apparizione nella serie tv poliziesca Čas Volkova e nel 2008 debutta al cinema in Mucha, nel ruolo di Lena. L'anno seguente si unisce al cast della serie drammatica Spaventapasseri 2 (Čučelo 2) e sempre nello stesso anno recita in Terrorista Ivanova (Terroristka Ivanova), miniserie di genere crime e in Umnica, krasavica, di genere drammatico.
Nel 2010 si cimenta nel ruolo di Eugene, nella seconda stagione di Ljubov i pročie gluposti, in italiano Amore e altre sciocchezze (Lyubov i prochie gluposti), poi in Čerkizon. La gente usa e getta (Cherkizona. Odnorazovye lyudi) (Cherkizona. Odnorazovye ljudi) nel ruolo di Anja e in Pobeg, nella serie di genere crime. Solo nel 2011 raggiunge la sua notorietà a livello internazionale impersonando Vika, nell'horror di fantascienza diretto da Chris Gorak, L'ora nera.
Nel 2012 interpreta Ljudmila Slaščeva giovane nella serie tv Bez sroka davnosti, mentre nel 2013 prende parte al cast del film Deliverance e nella serie commedia Ljubit ne ljubit. Nel 2014 si cala nei panni di Sveta nella serie melodrammatica Dottore Zemskiy. Amore contrario (Zemskij doktor. Ljubov vopreki) e nello stesso anno entra nel cast della trilogia di Amore in città 3 (Lyubov v bolshom gorode 3), nel ruolo di Tanja. Sotto la direzione di Roland Emmerich nel 2015 si immedesima nel ruolo di Marianne Winters, nel film Stonewall, pellicola che ricalca i moti di Stonewall avvenuti nel 1969 a New York, tra la polizia e gruppi di omosessuali.
Nel 2016 interpreta Inga nel film russo diretto da Artëm Aksenenko La battaglia con i sensitivi.

## Filmografia

### Attrice

#### Cinema
- Mucha, regia di Vladimir Kott (2008)
- L'ora nera (The Darkest Hour), regia di Chris Gorak (2011)
- Deliverance, regia di Sergey Kuznetsov (2013)
- Amore in città 3 (Ljubov v bolšom gorode 3), regia di Marius Balchunas, David Dodson (2014)
- Stonewall, regia di Roland Emmerich (2015)
- Mystic game (Bitva s ekstrasensami), regia di Artëm Aksenenko (2016)
- Plan 9 from Aliexpress, regia di Diana Galimzyanova (2022)
- Russkiy krest, regia di Eduard Boyakov (2023)

#### Televisione
- Čas Volkova - serie TV (2007)
- Spaventapasseri 2 (Čučelo 2) - serie TV (2009)
- Terrorista Ivanova - miniserie TV (2009)
- Umnica, Krasavica - serie TV (2009)
- Amore e altre sciocchezze (Lyubov i prochie gluposti) - serie TV (2010)
- Čerkizona. La gente usa e getta (Cherkizona. Odnorazovye lyudi) - serie TV (2010)
- Pobeg - serie TV (2010)
- Bez sroka davnosti - serie TV (2012)
- Ljubit ne ljubit - serie TV (2013)
- Dottore Zemskij. Amore contrario (Zemskiy doktor. Lyubov vopreki) - serie TV (2014)